# NGC 4988
NGC 4988 este o galaxie lenticulară situată în constelația Centaurul. A fost descoperită în 3 iunie 1834 de către John Herschel.